# Max Fisher
Pour les articles homonymes, voir Fisher.
À ne pas confondre avec les écrivains français Max et Alex Fischer.
Max Martin Fisher, né le 15 juillet 1908 à  Pittsburgh et mort le 3 mars 2005 à Detroit, est un homme d'affaires et philanthrope américain ayant fait fortune dans l'industrie pétrolière.
Proche du parti républicain, il consacre la presque totalité de sa retraite à des levées de fonds pour des organismes caritatifs ou politiques. Il a conseillé plusieurs présidents américains républicains sur des questions touchant le Moyen-Orient et les Juifs.

## Biographie
Max Martin Fisher naît à Pittsburgh, en Pennsylvanie,  le 15 juillet 1908, dans une famille d'immigrés russes d'origine juive. 
Il grandit dans l'Ohio à Salem, et, grâce à une bourse sportive, il entame des études à l'Université d'État de l'Ohio d'où il ressort avec le grade de Bachelor of Science en 1930. Il rejoint Detroit où il travaille pour l'entreprise paternelle de recyclage d'huile en tant que vendeur puis lance sa propre entreprise de raffinerie avec deux associés en 1933, la Aurora Gasoline Company. 
Celle-ci devient l'une des plus grandes sociétés pétrolières indépendantes du Midwest, avec près de 700 stations-services.  Il préside Aurora jusqu'à son rachat en 1959 par la Marathon Oil Company.
Retiré des affaires en 1963, il consacre son temps, son énergie et son argent à diverses causes et activités, rejoignant les conseils d'administration d'entreprises comme ceux de Comerica ou de la maison de vente aux enchères londonienne Sotheby's et s'investissant également dans plusieurs organisations judéo-américaines comme l'American Jewish Committee. 
À la suite des émeutes raciales qui embrasent Detroit en 1967, sous l'impulsion du maire de Detroit Jerome Cavanagh et avec d'autres hommes d'affaires et notables, parmi lesquels Henry Ford II, il cofonde New Detroit, un organisme visant à améliorer l'éducation publique et les relations raciales de la ville. Il participe également à la fondation de Detroit Renaissance, un groupe d'entreprises à but non lucratif qui cherche à revitaliser le centre-ville de Détroit.
Reconnu pour ses talents diplomatiques et proche du parti républicain pour lequel il opère d'importantes levées de fonds, il conseille plusieurs présidents américains issus de ce parti, dont Dwight D. Eisenhower, Nixon, Ford et Reagan pour le Moyen-Orient et le peuple juif. Il fonde également la National Jewish Coalition, une organisation de républicains juifs, et est l'un des principaux donateurs de la Foundation for Florida's Future, créée en 1995 par le gouverneur Jeb Bush afin de promouvoir les idées conservatrices.
Il meurt 3 mars 2005 à son domicile de Franklin, dans la banlieue de Detroit.